# Роландо Серрано
Роландо Серрано (ісп. Rolando Serrano, 13 листопада 1938, Памплона — 13 червня 2022) — колумбійський футболіст, що грав на позиції півзахисника. По завершенні ігрової кар'єри — тренер. Доводиться дідом тенісистці Камілі Осоріо.
Виступав, зокрема, за клуб «Америка де Калі», а також національну збірну Колумбії.

## Клубна кар'єра
У дорослому футболі дебютував 1957 року виступами за команду «Кукута Депортіво», в якій провів чотири сезони, взявши участь у 124 матчах чемпіонату.
Своєю грою за цю команду привернув увагу представників тренерського штабу клубу «Америка де Калі», до складу якого приєднався 1961 року. Відіграв за команду з Калі наступні три сезони своєї ігрової кар'єри. Більшість часу, проведеного у складі «Америка де Калі», був основним гравцем команди, після чого 1964 року знову недовго пограв за рідну «Кукуту Депортіво» і того ж року перейшов в «Уніон Магдалена».
Згодом у 1966—1967 роках пограв за «Мільйонаріос», а завершив ігрову кар'єру у команді «Атлетіко Хуніор», за яку виступав протягом 1968—1969 років.

## Виступи за збірну
30 квітня 1961 року дебютував в офіційних іграх у складі національної збірної Колумбії у кваліфікаційному матчі чемпіонату світу 1962 року проти Перу (1:0).
У складі збірної був учасником чемпіонату світу 1962 року у Чилі. Під час турніру він грав у двох матчах — СРСР та Югославією, а команда посіла останнє місце у групі і не вийшла в плей-оф.
Наступного року поїхав з командою на чемпіонат Південної Америки 1963 року у Болівії, де виступив у трьох матчах — проти Бразилії, Болівії та Перу і також посів з командою останнє 7 місце. При цьому гра проти Перу стала останньою для Серрано за збірну. Загалом протягом кар'єри у національній команді, яка тривала 2 роки, провів у її формі 7 матчів.

## Кар'єра тренера
У січні 1982 року очолив тренерський штаб клубу «Кукута Депортіво».